# Włośnianka wrzecionowatozarodnikowa

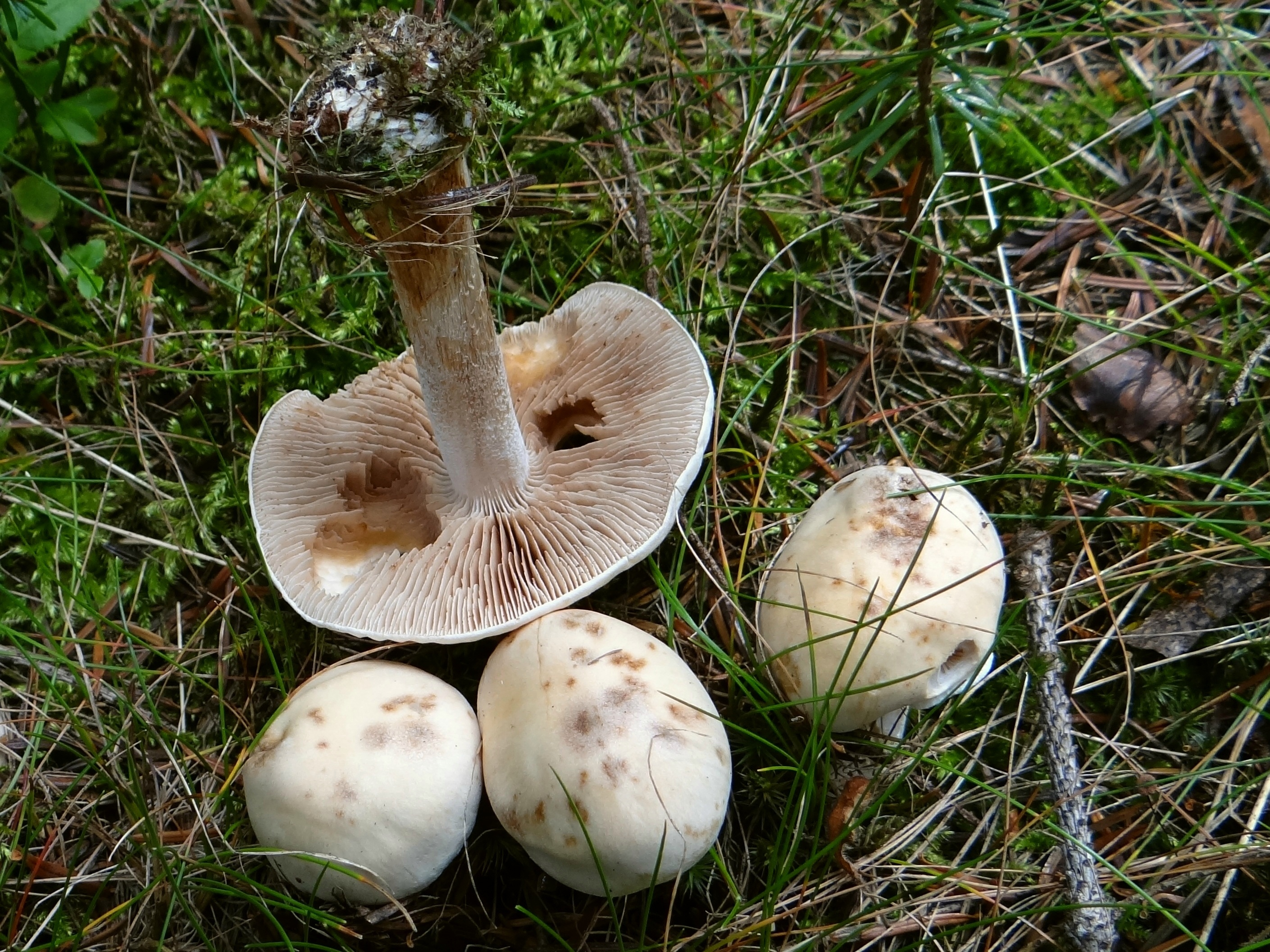

Włośnianka wrzecionowatozarodnikowa, włośnianka odrażająca (Hebeloma laterinum (Batsch) Vesterh.) – gatunek grzybów należący do rodziny pierścieniakowatych (Strophariaceae).

## Systematyka i nazewnictwo
Pozycja w klasyfikacji według Index Fungorum: Cortinarius, Strophariaceae, Agaricales, Agaricomycetidae, Agaricomycetes, Agaricomycotina, Basidiomycota, Fungi.
Po raz pierwszy takson ten zdiagnozował w 1789 r. August Johann Georg Karl Batsch, nadając mu nazwę Agaricus laterinus. Obecn nazwę nadał mu w 2005 r. Jan Vesterholt. Niektóre synonimy naukowe:

- Hebeloma edurum Métrod 1946
- Hebeloma edurum Métrod ex Bon 1985
- Hebeloma fastibile (Pers.) P. Kumm. 1871
- Hebeloma senescens Berk. & Broome 1882
- Hebelomatis edurum Locq. 1979

Nazwę polską podał Władysław Wojewoda w 2003 r. (dla synonimu Hebeloma edurum Métr.ex Bonn). W 1955 r. Stanisław Domański dla gatunku Hebeloma fastibile (Pers.) P. Kumm. podał polską nazwę włośnianka odrażająca, jednak gatunek ten według Index Fungorum jest synonimem Hebeloma lateritum.

## Morfologia
Kapelusz
Średnica 3–11 cm. U młodych okazów półkulisty z podwiniętym brzegiem, później niskołukowaty, czasami z niewielkim, tępym garbem. Powierzchnia kapelusza podczas wilgotnej pogody jest śliska i gładka, kolor kremowoochrowy, brudnożółtawy lub ochrowobrązowy, często występuje mięsisty odcieniem.
Blaszki
Gęste, wykrojone, w kolorze od kremowobrązowego do brązowego.
Trzon
Wysokość 3–9 cm, grubość 0,8–1,4 cm, włóknisty, zazwyczaj w nasadzie pogrubiony do 2 cm. Jest pełny, o powierzchni płatkowatej i łuskowatej. Ma kolor od białawego do ochrowego, w dolnej części jest brązowawy.
Miąższ
Gruby, dość twardy i nie zmieniający barwy po uszkodzeniu. W smaku początkowo łagodny, ale po chwili gorzkawy, zapach słodki, kakaowy.
Gatunki podobne
Istnieje wiele podobnie ubarwionych gatunków włośnianek. Ich prawidłowe oznaczenie bez użycia mikroskopu i znajomości cech mikroskopowej budowy anatomicznej jest trudne. Podobna jest np. włośnianka musztardowa (Hebeloma sinapizans), występująca głównie pod bukami i dębami.

## Występowanie i siedlisko
Występuje w Ameryce Północnej i w Europie.
Rośnie w trawiastych i świetlistych lasach, głównie na wyżynach, pogórzu i w górach. Rośnie pod sosnami, świerkami i modrzewiami, ale czasami także pod bukami.

## Znaczenie
Grzyb niejadalny. Żyje w symbiozie z niektórymi gatunkami drzew (grzyb mykoryzowy).